# 덱 맥과이어
윌리엄 덱 맥과이어(William Deck McGuire, 1989년 6월 23일 ~ )는 미국의 전 야구 선수이자, 전 메이저 리그 신시내티 레즈의 투수, 현 조지아 공과대학교 야구팀의 보조코치이다.

## 선수 시절

### 미국 프로야구 시절
2017년에 신시내티 레즈에 입단하였다.

### 한국 프로야구 시절

#### 삼성 라이온즈시절
2019년에 팀 아델만을 대체할 외국인 투수로 영입되었다.
시즌 첫 경기부터 매 경기마다 부진한 투구를 거듭하다가 2019년 4월 21일 한화 이글스와의 경기에서 노히트 노런 및 완봉승을 기록했다. 1989년 7월 6일 선동열에게 9삼진을 빼앗기며 완패당할 당시 최다 점수차 노히트노런 패배 기록을 30년 만에 지웠다. 하지만 그 이후로 부진해 시즌 중 방출됐다. 그의 대체 용병으로는 벤 라이블리가 영입됐다.

### 미국 프로야구 복귀
2020년에 탬파베이 레이스에 입단하였다.

### 대만 프로야구 시절
2020년 12월 30일에 라쿠텐 몽키스에 입단하였다.

### 미국 독립야구 시절
2022년에 개스토니아 허니헌터스에 입단하였다.

### 미국 프로야구 복귀
2022년에 신시내티 레즈에 복귀하였다.

## 야구선수 은퇴 후
2023년부터 조지아 공과대학교의 야구팀 보조코치로 활동했다.